# Порцелан
Порцелан је врста високотемпературне керамике  која је полупрозирна, беле боје и велике чврстине. Пече се у керамичким пећима на  температурама од 1200° C до 1400° C, за разлику од од обичне грнчарије. Основни састојци порцеланске масе су каолин, фелдспат и кварц. Чврстину, и прозирност порцелана, за разлику од осталих врста керамике, даје му минерал мулит, који настаје у процесу синтеровања порцеланске масе на високим температурама. Три су најчешће врсте порцелана: тврди порцелан, меки порцелан и коштани порцелан.
Име порцелан потиче речи porcellana , коју је Марко Поло користио да опише керамику коју је видео у Кини.
Од порцелана се израђују разни украсни предмети али и кухињско посуђе. Врло је познат кинески порцелан, који се израђује од глатке пасте на бази глине каолин и фелдспата (petuntse). На тај начин структура додатно отврдне, јер се попуне све микроскопске рупе.
Средиште производње порцелана био је Јингдзен у провинцији Ђијангсји. Кинески порцелан је био — поред свиле — један од главних извозних артикала, па су Хан Кинези вешто крили поступак његове израде. Тек године 1708. Европљанима је пошло за руком да открију поступак, а после тога порцелан се почео израђивати и на Европском континенту.
Разлику између порцелана и обичне керамике је лако уочити. Ако нам, рецимо, падне шоља од кафе на под, вероватноћа да ће се сломити ће бити увелико мања уколико је шоља од порцелана за разлику од оне начињене од обичне керамике.

## Познате марке порцелана
Неке од познатих марки порцелана су:
- (Мађарска),
- (Мађарска),
- (Мађарска),
- (Немачка),
- (Немачка),
- (Француска),
- (Енглеска)
- (Низоземска) и др.